# Engelbrektsbuen
Engelbrektsbuen er den svenske konservative ungdomsorganisation Moderata Ungdomsförbundets (MUF) symbol (tidligere Ungsvenskarna og Högerns ungdomsförbund). Symbolet er opkaldt efter Engelbrekt Engelbrektsson og består af en armbrøst omgivet af tre kroner og en ring eller kæde. Armbrøsten anvendtes af og til som symbol for det svenske konservative parti Högerns (nuværende Moderaterne) politik, dog inden Ungsvenskarna (nuværende MUF) dannedes. Symbolet repræsenterede værnet af fædrelandets selvstændighet.
MUF anvendte symbolet som alment logo fra 1934 til 1985, men det har i forbundets udadrettede materiale sidenhen veget pladsen for mere moderne udformede symboler. I dag anvendes Engelbrektsbuen blandt andet på forbundets fortjenstemedaljer.
Samme symbol, dog uden kæden, anvendes også af Moderater i utlandet, som er et netværk for udlandssvenskere, der stemmer på Moderaterne.
I oktober 2015 begyndte Sverigedemokraternes nydannede ungdomsforbund Ungsvenskarna SDU at anvende et lignende symbol.